# (185744) Hogan
(185744) Hogan est un astéroïde de la ceinture principale.

## Description
(185744) Hogan est un astéroïde de la ceinture principale. Il fut découvert le 21 mars 1999 à l'observatoire d'Apache Point par le programme Sloan Digital Sky Survey. Il présente une orbite caractérisée par un demi-grand axe de 2,88 UA, une excentricité de 0,25 et une inclinaison de 13,5° par rapport à l'écliptique.

## Compléments